# Nina Zjuskova
Nina Anatoljevna Zjuskova (ukrajinsko Ніна Анатоліївна Зюськова), ukrajinska atletinja, * 3. maj 1952, Kalčik, Sovjetska zveza.
Nastopila je na olimpijskih igrah leta 1980 in tam osvojila naslov olimpijske prvakinje v štafeti 4×400 m in peto mesto v teku na 400 m.